# UB40
UB40 britanska je reggae i pop glazbena grupa. Grupa je osnovana 1978. u Birminghamu u Engleskoj, a ime je dobila po britanskom obrascu za nezaposlene (Unemployment Benefits, Form 40).
U dugogodišnjem postojanju prodali su više od 100 milijuna albuma i tako postali jedan od najuspješnijih reggae grupa ikad. Četiri su puta bili nominirani za nagradu Grammy i jednom za Brit Award u kategoriji najbolje britanske grupe.
Postali su prepoznatljivi i po singlovima "Red Red Wine" (1983.), "I Got You Babe" (1985.), "Kingston Town" (1990.) te "(I Can't Help) Falling in Love with You" (1993.).

## Diskografija

### Studijski albumi
- Signing Off (1980.)
- Present Arms (1981.)
- UB44 (1982.)
- Labour of Love (1983.)
- Geffery Morgan (1984.)
- Baggariddim (1985.)
- Rat in the Kitchen (1986.)
- UB40 (1988.)
- Labour of Love II (1989.)
- Promises and Lies (1993.)
- Guns in the Ghetto (1997.)
- Labour of Love III (1998.)
- Cover Up (2001.)
- Homegrown (2003.)
- Who You Fighting For? (2005.)
- TwentyFourSeven (2008.)
- Labour of Love IV (2010.)
- Getting Over the Storm (2013.)
- For the Many (2019.)
- Bigga Baggariddim (2021.)

## Vanjske poveznice
- Stranice sastava